# Lindhult (naturreservat)
Lindhult är ett naturreservat i Hallsbergs kommun i Örebro län.
Området är naturskyddat sedan 1951 och är 2 hektar stort. Reservatet består av en tidigare slåtteräng som fått växa igen och nu är bevuxet med lövskog av främst ek och lind.